# Finanza decentralizzata
La DeFi (Decentralized Finance) finanza decentralizzata – è l’organizzazione di servizi, simili a quelli bancari, su infrastrutture senza intermediari onnipotenti. Opera su blockchain e punta a offrire servizi meno centralizzati di quelli del sistema finanziario classico. Parte rilevante di questo tipo di progetti sono gli automatismi che permettono di eseguire le transazioni senza interventi esterni, spesso basandosi sulla forza degli smart contract.

## Funzionamento
Le piattaforme DeFi consentono alle persone di prestare o prendere in prestito fondi da altri, speculare sui movimenti dei prezzi su varie attività utilizzando derivati, scambiare criptovaluta, assicurarsi contro i rischi e guadagnare interessi in un conto di risparmio. Alcune applicazioni DeFi, soggette ad alto rischio, promuovono tassi di interesse elevati. A partire da ottobre 2020, oltre $ 11 miliardi sono stati depositati in vari protocolli di finanza decentralizzata, che rappresenta una crescita più che decuplicata nel corso del 2020.
Attualmente l'economia DeFi vale circa 195 miliardi di dollari. A tal proposito Nasdaq ha deciso di creare un indice (DEFX) per tenere traccia dei maggiori prodotti DeFi. In questo momento esistono circa 200 progetti DeFi ed il 55% sfrutta la rete Ethereum.